# Run Devil Run
Run Devil Run  är ett album av Paul McCartney från 1999. Det innehåller covers på kända rock and roll-låtar från 1950-talet, tillsammans med tre nya av McCartneys skrivna låtar i samma stil. Som sitt första projekt efter sin första fru Lindas död 1998, kände McCartney behovet av att komma tillbaka till sina rötter och spela in en del av den musik han älskade som tonåring. Den 14 december 1999 återvände Paul McCartney till The Cavern Club för att spela och samtidigt lansera sitt nya album, Run Devil Run.

## Låtlista
1. "Blue Jean Bop" (Gene Vincent/Morris Levy) – 1:57
2. "She Said Yeah" (Larry Williams) – 2:07
3. "All Shook Up" (Otis Blackwell/Elvis Presley) – 2:06
4. "Run Devil Run" (Paul McCartney) – 2:36
5. "No Other Baby" (Bishop/Watson) – 4:18
6. "Lonesome Town" (Baker Knight) – 3:30
7. "Try Not To Cry" (Paul McCartney) – 2:41
8. "Movie Magg" (Carl Perkins) – 2:12
9. "Brown Eyed Handsome Man" (Chuck Berry) – 2:27
10. "What It Is" (Paul McCartney) – 2:23
11. "Coquette" (Green/Kahn/Lombardo) – 2:43
12. "I Got Stung" (Hill/Schroeder) – 2:40
13. "Honey Hush" (Joe Turner) – 2:36
14. "Shake a Hand" (Morris) – 3:52
15. "Party" (a.k.a. "Let's Have a Party") (Jessie Mae Robinson) – 2:38